# Son Lux
Son Lux ist ein Musiktrio um den US-amerikanischen Sänger und Multiinstrumentalisten Ryan Lott (* 1979 in Denver, Colorado), der den heutigen Bandnamen früher als Künstlernamen verwendete. Neben Lott gehören noch Rafiq Bhatia und Ian Chang zum Trio. Die Band ist stilistisch schwierig einzuordnen. Während die ersten Alben zunächst noch im Bereich Post-Rock sowie im Alternative Hip-Hop angesiedelt waren, kamen später vielfältigere Stile diverser Genres hinzu. Für den Song This Is a Life aus ihrer Filmmusik zum mehrfach oscarprämierten Film Everything Everywhere All at Once erhielt das Trio als erste Band nach den Beatles eine Oscarnominierung, konnte den renommierten Filmpreis jedoch nicht gewinnen.

## Werdegang
Das Projekt wurde zunächst von Ryan Lott als Solokünstler gestartet. Schon als Kind begann Lott seine Ausbildung in Klavier und Gitarre, später kamen noch weitere Instrumente hinzu. Nachdem er unter anderem als Werbe-Komponist gearbeitet hatte, erschien 2008 sein Debütalbum At War with Walls and Mazes auf dem Label anticon. Darüber hinaus veröffentlichte er eine Reihe von Remixen anderer Interpreten wie Beirut oder Castanets.

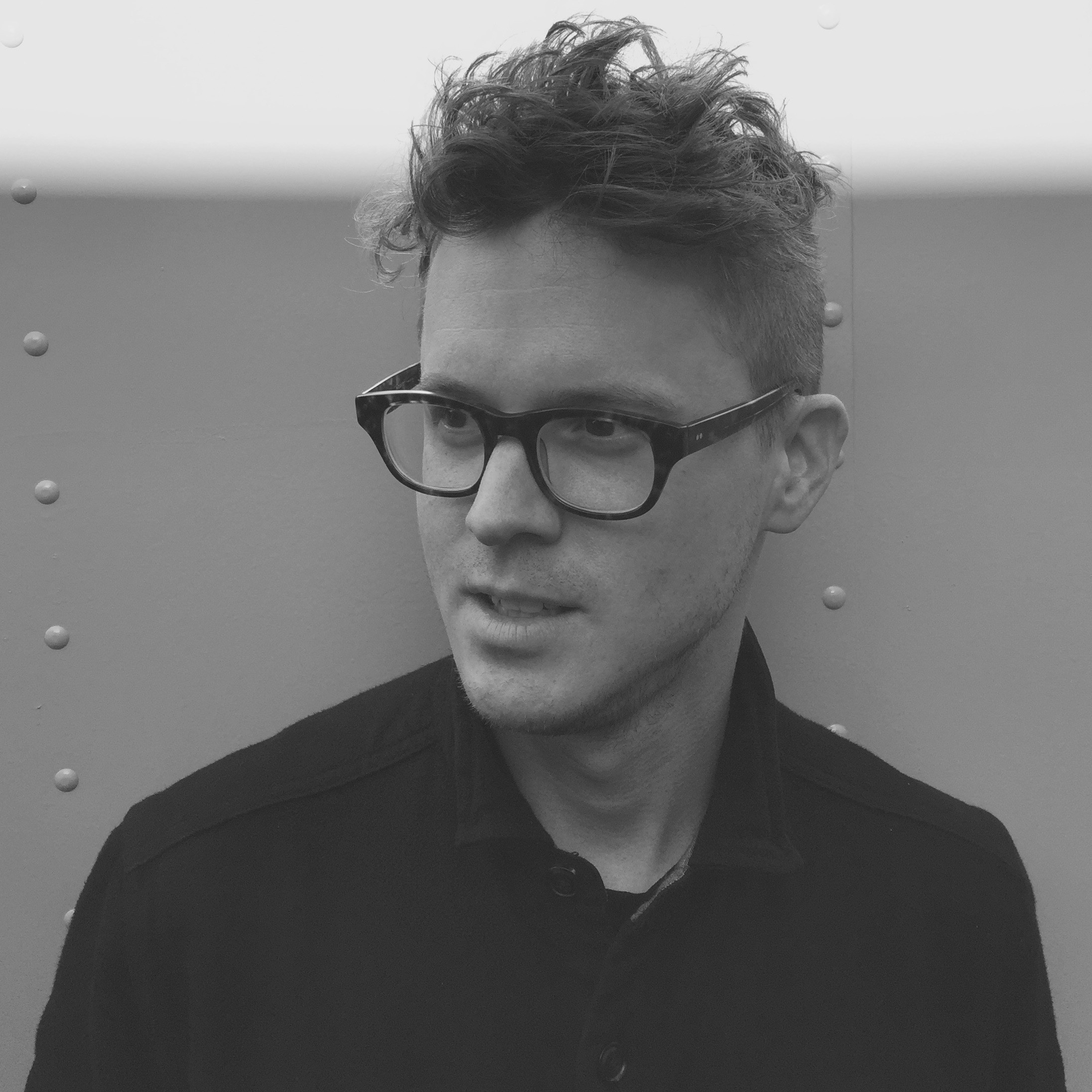
Bandleader Ryan Lott (2016)

Der Musikexpress kürte sein zweites Album We Are Rising zur Platte des Monats August 2011. Auch Plattentests.de, Spiegel Online und Allmusic rezensierten das Album größtenteils positiv.
Unter den Bezeichnungen s/s/s und Sisyphus produzierte Son Lux gemeinsam mit den Musikern Sufjan Stevens und Serengeti (David Cohn) seit 2012 ein weiteres Album namens Sisyphus.
Mit der Zeit gewannen die beiden Musiker Rafiq Bhatia (Gitarre) und Ian Chang (Schlagzeug), mit denen Lott stets gemeinsam auftrat, derart an Bedeutung für das künstlerische Schaffen von Son Lux, dass man im Jahre 2015 beschloss, den Namen nicht mehr als Pseudonym für Lott als Solokünstler, sondern nunmehr als Bandnamen für das gesamte Trio zu verwenden.
Zu den Filmen Das Verschwinden der Eleanor Rigby (2014), Margos Spuren (2015), Mean Dreams (2016) sowie Everything Everywhere All at Once (2022) komponierte Son Lux die Filmmusik. Der Song Lost It to Trying wurde 2015 in den Werbespots der Crossover-Modelle des Nissan Qashqai, des Nissan X-Trail und des Nissan Juke verwendet.
Ende Juni 2023 wurde Ryan Lott Mitglied der Academy of Motion Picture Arts and Sciences.

## Stil
Musikalisch zog die Musikpresse Vergleiche mit Sufjan Stevens, Portishead, Battles, Grizzly Bear und Bon Iver. Spiegel Online beschreibt den Stil zudem als „Musik, die Elektro und Folk ist, die Klassik und Jazz sein könnte, aber doch lieber dramatisch im Ungefähren bleibt“. In Bezug auf die Filmmusiken gelingt es Son Lux, den Stil des jeweiligen Films musikalisch umzusetzen. Zum Film Everything Everywhere All at Once, der eine „bunte, irre Reise durch das Multiversum“ darstellt, komponierte das Trio ein „musikalisches ‚Multiversum‘ mit Elektrosounds, Gesang, Streichern und überraschenden Wendungen“, die zu denen des Films passen.

## Diskografie
Alben
- 2008: At War with Walls and Mazes
- 2011: We Are Rising
- 2013: Lanterns
- 2015: Bones
- 2018: Brighter Wounds
- 2020: Tomorrows I
- 2020: Tomorrows II
- 2021: Tomorrows III

Soundtracks
- 2014: Das Verschwinden der Eleanor Rigby
- 2015: Margos Spuren
- 2022: Everything Everywhere All at Once
- 2024: The Greatest Hits
- 2025: Thunderbolts*

## Auszeichnungen
Society of Composers & Lyricists Award
- 2023: Auszeichnung für die Beste Filmmusik – Independent-Film (Everything Everywhere All at Once)[11]